# Montferrand (stadsdel)

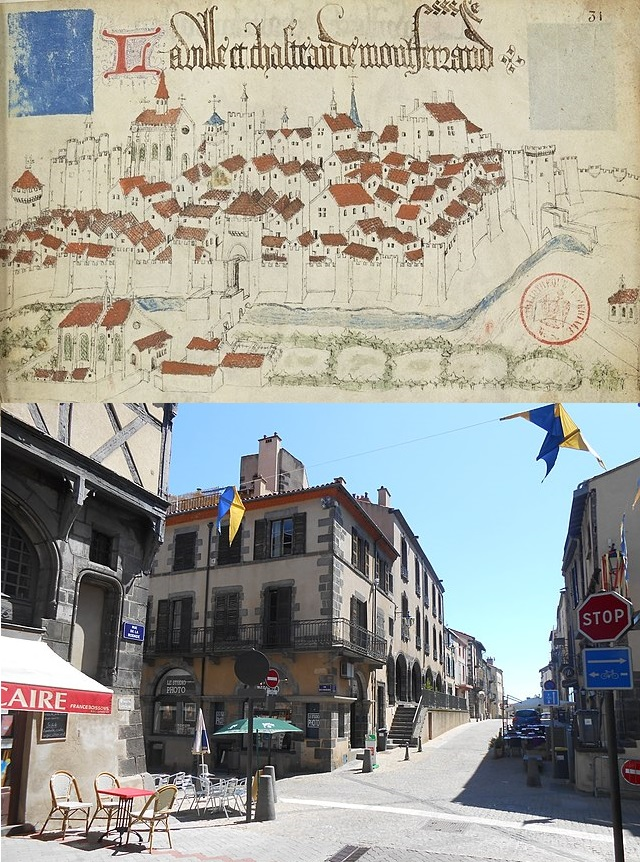

Montferrand var från 1100-talet till 1731 en stad i Frankrike. Den upphörde att vara en egen stad genom att den slogs samman med sin gamla rival Clermont. Monterrand är idag en stadsdel i Clermont-Ferrand. 